# لجأة ردلي
لجأة ردلي هي جنس من السلاحف البحرية المهددة بالانقراض التي تعيش في معظم أنحاء العالم، يتبعها نوعان من اللجآت، هما لجأة كمب ولجأة ردلي الزيتونية. كلا النوعين مصنَّفات على القائمة الحمراء كنوعين مهدَّدين بالانقراض.
مصدر اسم هذه السلاحف محلُّ خلاف، فقبل تسميتها «لجأة ردلي» كان الأحيائي الفرنسي برنارد جرماين دي لاسيبديه يُطلِق عليها اسم «اللجأة الهجينة». ويزعم الأحيائي الأمريكي المعروف «آرتشي كار» أنَّ ردلي هي بالأصل كلمة فلوريديَّة.
يتراوح طول السلاحف البالغة من 51 إلى 71 سنتيمتراً، ويتراوح وزنها من 36 إلى 50 كيلوغراماً. أما غذاؤها فهو يتركَّز على السرطانات والأسماك ورأس القدميات، إضافةً إلى بعض الأعشاب البحرية.